# Bystrita
La bystrita és un mineral de la classe dels silicats que pertany al grup de la cancrinita. Va ser descoberta l'any 1990 a la vall del riu Bystraya prop de Sliudianka, al sud del llac Baikal (Rússia), sent nomenada així per aquest riu.

## Característiques químiques
És un tectosilicat hidratat de sodi i calci, amb anions addicionals de sulfur, i amb estructura molecular de tectosilicats sense aigua zeolítica. La seva fórmula química va ser redefinida l'any 2022, passant a ser: Na₇Ca(Al₆Si₆O₂₄)S²⁻Cl⁻. A més dels elements de la seva fórmula, sol portar com a impuresa clor.

## Formació i jaciments
Es va trobar en un jaciment de mineral de latzurita.
Sol trobar-se associat a altres minerals com: latzurita, calcita o diòpsid.